# Marit Bjørgen
Marit Bjørgen (født 21. marts 1980 i Trondheim) er en norsk langrendsskiløber, der er den mest vindende kvindelige norske skiløber gennem tiderne, og verdens mest vindende langrendsløber blandt både mænd og kvinder. Hun er alle tiders mest vindende atlet ved vinter-OL, efter at hun ved OL i Pyeongchang 2018 vandt fem medaljer, således hun samlet nåede op på 15 OL-medaljer og overhalede landsmanden Ole Einar Bjørndalen, der har vundet 13. Hendes resultater omfatter desuden 26 VM-medaljer, heraf 18 af guld, hun har vundet den samlede World Cup fire gange og 106 individuelle sejre samt 28 stafetsejre i World Cup. De 106 individuelle sejre er mere end dobbelt så mange som polske Justyna Kowalczyk, der med 45 sejre er nummer to på listen.

## Karriere
Som barn prøvede Marit Bjørgen kræfter med flere idrætsgrene, blandt andet fodbold og håndbold foruden langrend. Efterhånden blev det langrend, hvor hun lagde sin hovedindsats, og med øget træningsindsats blev hun blandt Norges bedste i sin aldersgruppe. Som attenårig kom hun på juniorlandsholdet og senere samme sæson vandt hun det traditionsrige Rensfjell-løb i 1999. I december samme år debuterede hun med en 39. plads i et sprintløb i World Cup.

### I verdenseliten (2002-2005)
Sit gennembrud fik Bjørgen med en tredjeplads ved de norske mesterskaber i 2001 på 5 km i klassisk stil. Dette førte til udtagelse til VM 2001, og hun blev en del af Norges Skiforbunds elitehold samme år. 26. oktober 2002 vandt hun i Düsseldorf sit første World Cup-løb, og derpå blev hun hurtigt en af verdens hurtigste sprintere. Hun vandt i alt tre World Cup-løb i sæsonen 2002-03, og samlet vandt hun World Cuppen i sprint i den sæson. 
I 2003 vandt Marit Bjørgen sin første VM-guldmedalje, da hun var hurtigst i sprint. Den kommende sæson blev det til en samlet andenplads i den samlede World Cup, og hun blev efterhånden også bedre på de længere distancer. Hun vandt sit første World Cup-løb på lang distance i Gällivare 24. november 2004, og hun blev nu trænet af den erfarne Svein Tor Samdal, der hjalp hende med at intensivere sin træning endnu mere. 
Det gav resultat i sæsonen 2004-05, hvor hun vandt den samlede World Cup foran Kateřina Neumannová og Virpi Kuitunen. Ved VM i 2005 var Bjørgen en af de store favoritter, og hun levede op til værdigheden ved at sejre i 30 km klassisk stil samt i holdsprint og 4×5km stafetløb, blive toer i dobbelt jagtstart og treer i 10 km fri stil. Efter denne præstation blev hun hædret med Aftenpostens Guldmedalje og titlen som årets norske idrætsperson valgt af de norske sportsjournalister.

### Tilbageslag (2006-2008)
I tiden op til og de første af vinter-OL 2006 i Torino var Bjørgen plaget af sygdom. Det var medvirkende til, at hun ikke fik den succes, som man kunne have forventet efter den foregående sæsons succes. Hun fik en enkelt sølvmedalje, der blev vundet i 10 km klassisk stil, men derudover endte hun uden for medaljerækkerne. Trods denne skuffelse genvandt hun den samlede World Cup, og skønt hun i sæsonen 2006-07 blev toer i den samlede World Cup, var denne sæson lidt skuffende for Bjørgen. Hun vandt således kun to løb, og ved VM i 2007 måtte hun rejse hjem uden individuelle medaljer. Efter et år med en anden landholdstræner fik Bjørgen nu sin tidligere træner, Svein Tor Samdal, som personlig træner.
I begyndelsen af sæsonen 2007-08 så det ud til, at hun var tilbage i bedste form, og hun vandt et langdistanceløb i fri stil i Beitostølen. Kort efter vandt hun sin World Cup-sejr nummer 30, da hun var hurtigst i 10 km klassisk stil i Kuusamo. I Tour de Ski førte hun i begyndelsen af løbet, men blev syg og måtte opgive at fuldføre. Dette betød, at de World Cup-point, hun havde indtjent i begyndelsen af denne serie, blev fratrukket igen, og hendes chance for at vinde den samlede World Cup forduftede. Trods et par fornuftige resultater sidst på sæson måtte Bjørgen tage til takke med 11. pladsen. 
Op til sæsonen 2008-09 ændrede hun sin træning. I stedet for som tidligere at prøve at komme i topform til sæsonens start satte Marit Bjørgen VM 2008 som sit hovedmål. Det lykkedes imidlertid ikke rigtigt, idet hun opnåede fire World Cup-førstepladser og to på Tour de Ski inden jul, mens hun efter jul ikke fik en eneste. Hendes VM gik heller ikke efter planen, idet hun blev syg umiddelbart inden, og for første gang siden VM i 2001 måtte hun rejse fra VM uden medaljer. Hun blev samlet nummer ti i World Cuppen i sæsonen.

### Ny karrieretop (2009- )
Op til den følgende sæson ændrede Bjørgen igen på sin træning. Hun tilføjede mere mentaltræning og prioriterede derudover balance-, koordinerings- og tekniktræning højt. Det gav resultat med to sejre i rent norske løb i sæsonens indledning samt World Cup-sejr i 10 km klassisk stil kort efter. Hun vandt også sprint i klassisk stil i Rogla, hendes første sprint WC-sejr i tre år og i klassisk sprint i fem år. Ved julepausen førte hun World Cuppen.
Føringen mistede hun ved at undlade at stille op i Tour de Ski, men hun fik endnu en podieplads inden OL.
OL i Vancouver 2010 blev en stor triumf for Marit Bjørgen. Hun startede lidt blødt med en bronzemedalje i 10 km klassisk, inden hun satte trumf på med sejr i sprinten, hvor hun vandt samtlige afdelinger. Det var den blot anden norske individuelle OL-guldmedalje i langrend for kvinder, og hun fulgte dermed i sporet på Bente Skari, der havde opnået den første otte år forinden. Samlet set var det fjerde norske OL-guld, idet det også var blevet til to holdguld i henholdsvis 1968 og 1984. 
To dage efter den første guldmedalje fordoblede Bjørgen sin guldhøst med sejr i 15 km dobbelt jagtstart, og en lille uge senere var hun sidste løber i 4×5 km stafetten, hvor Norge vandt guld. Slutteligt vandt Bjørgen sølv i 30 km klassisk stil, og hendes samlede medaljehøst nåede op på fem ved ét OL, hvilket kun én norsk idrætsudøver havde præsteret tidligere i OL-historien, da Roald Larsen nåede samme resultat i 1924. For sin præstation blev Marit Bjørgen tildelt Fearnsleys olympiske ærespris. 
Efter OL-bedrifterne vendte løberne tilbage til World Cuppen, som Bjørgen ikke havde mulighed for at vinde. Trods det nåede hun flere topresultater, og hun vandt fem World Cup-sejre i træk, hvilket gav hende andenpladsen i både den samlede World Cup og i sprint-World Cuppen. 
I sæsonen 2009-10 havde hun fået tilladelse til at bruge et lægemiddel mod astma, der stod på WADAs liste over forbudte stoffer. En af hendes nærmeste konkurrenter, Justyna Kowalczyk, kritiserede hende for dette.
2010-11-sæsonen startede ligeledes rigtig godt for Marit Bjørgen, der fortsatte sejrsstimen fra sæsonen forinden med yderligere fem førstepladser i de løb, hun stillede op i (hun stod over et par gange, herunder Tour de Ski). Undervejs nåede hun den samlede World Cup-sejr nummer 43, hvorved hun overgik den hidtidige norske rekordholder på dette punkt, Bente Skari. Sæsonens store mål var dog VM på hjemmebanen ved Holmenkollen.
Hun indledte VM med nye triumfer, da hun sejrede i både sprint i fri stil samt i 15 km dobbelt jagtstart.